# Атрипалда
Атрипалда (итал. Atripalda) је насеље у Италији у округу Авелино, региону Кампанија.
Према процени из 2011. у насељу је живело 8974 становника. Насеље се налази на надморској висини од 307 м.

## Становништво
Према резултатима пописа становништва 2011. у општини је живело 10.926 становника.
| 1931. | 1936. | 1951. | 1961. | 1971. | 1981.  | 1991.  | 2001.  | 2011.  |
| ----- | ----- | ----- | ----- | ----- | ------ | ------ | ------ | ------ |
| 6.636 | 6.966 | 8.288 | 8.158 | 8.036 | 10.383 | 11.397 | 11.146 | 10.926 |